# L'oro dei ladri
L'oro dei ladri (Thieves' Gold) è un film muto del 1918 diretto da John Ford. La sceneggiatura di George Hively si basa su Back to the Right Trail, racconto di Frederick R. Bechdolt pubblicato su Popular Magazine.

## Trama
Curt Simmons, un bandito da strada che deruba corrieri e spedizioni di denaro contrabbandato attraverso il confine per finanziare la rivoluzione messicana, convince ad aiutarlo Cheyenne Harry, un cowboy annoiato del suo duro e solitario lavoro al ranch Savage. Harry, dopo avere salutato il vecchio zio Larkin, che sta aspettando al ranch l'arrivo di Alice Norris, se ne va per raggiungere Curt e il suo compare, il "colonnello" Betoski. Un giorno, durante una partita a carte, Betoski insulta Harry che, accidentalmente, gli spara. Poi, in preda all'alcool, partecipa a una rapina insieme a Curt, assalendo una diligenza diretta al confine messicano. Sebbene siano inseguiti, Harry si precipita in aiuto di un calesse in fuga quando si accorge che i due passeggeri sono Larkin e Alice. Harry viene arrestato ma, grazie all'intervento del signor Savage, che ha fiducia nel suo ex dipendente, viene in seguito rilasciato. Al ranch, dove è tornato, Harry si innamora di Alice. Lei, però, quando scopre che ha sparato a un uomo, decide di troncare con lui e manda a chiamare il suo vecchio fidanzato. Ma quando trova Harry ferito e privo di sensi dopo uno scontro che ha avuto con Curt, se ne prende cura, decidendo di restare con lui.

## Produzione
Il film fu prodotto dalla Universal Film Manufacturing Company.

## Distribuzione
Il copyright del film, richiesto dalla Universal Film Mfg. Co., Inc., fu registrato il 6 marzo 1918 con il numero LP12149.
Distribuito dalla Universal Film Manufacturing Company, il film - che negli Stati Uniti è conosciuto anche con il titolo di lavorazione Back to the Right Trail,  uscì nelle sale il 18 marzo 1818.
Non si conoscono copie ancora esistenti della pellicola che viene considerata presumibilmente perduta.